# Sam Cronin
Sam Cronin est un joueur américain de soccer, né le 12 décembre 1986 à Atlanta. Il évolue au poste de milieu de terrain.

## Palmarès
- Vainqueur du championnat NCAA de soccer en 2007
- Vainqueur du Championnat canadien en 2009 et 2010